# Хом'ячок смугастий
Хом'ячо́к смуга́стий (Cricetulus barabensis) — вид роду Хом'ячок. Поширений від лісостепу до напівпустель на півдні Західного Сибіру, Туви, Забайкалля, Монголії, північно-східного Китаю, Примор'я (Росія) та Кореї. У Монголії знайдено на всій території країни, за винятком крайніх західних і південно-західних районів. Смугастий хом'ячок не живе у Долині озер або навколо пустелі Гобі, де живе Хом'ячок Соколова. Взагалі-то займає степові й напівпустельні місця проживання, хоча він пристосовується до змін умов проживання і нерідко знаходиться на сільськогосподарських угіддях. Іноді зустрічаються в будинках. Займає просту систему нір з 2–3 входами; круглий отвір має діаметр 2–3 см. Нора проходить до 1 м в довжину на глибині 10–50 см, і має 4–5 комірок для гнізда й зберігання харчових продуктів. Гнізда покриті травою. Близько 4–5 тваринок (максимум вісім) займають кожну нору. Найбільша активність у першій половині ночі. Дієта складається із зернових і зернобобових культур. Зимова сплячка у лютому-березні. Пік відтворення в березні й квітні, і ще раз восени. Можуть народжувати 2–5 раз на рік, роблячи великі приплоди (1–10 малят, в середньому 6–7).